# Trondheims län

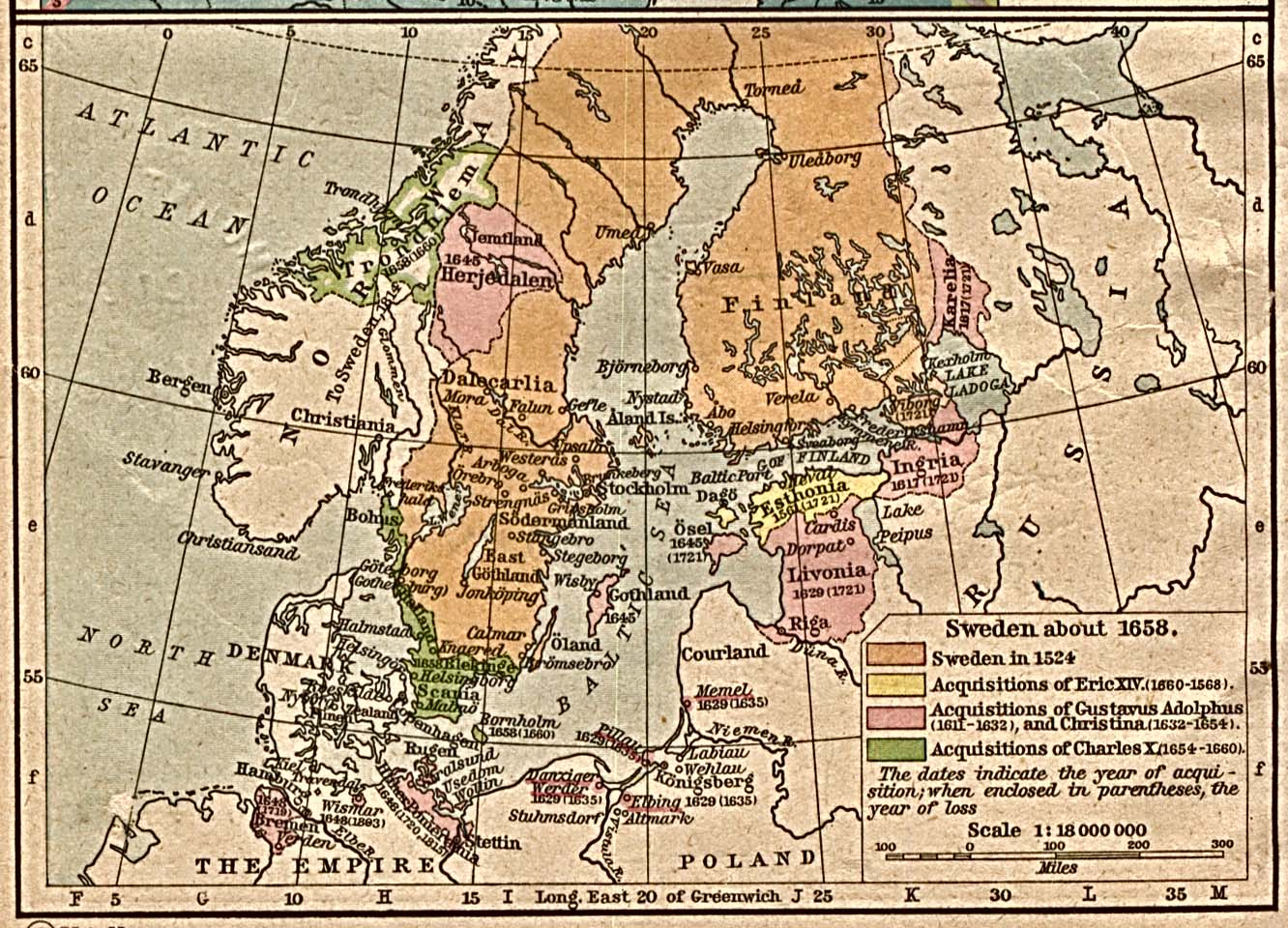
Sveriges erövringar vid freden i Roskilde 1658, markerat med grönt

Trondheims län, från 1662 Trondheims amt (danska: Trondhjems Amt, norska: Trondhjems Amt), är ett historiskt slottslän i Norge. 
Från 1500-talet och framåt var Trondhjems len (län) ett av Norges fyra slottslän eller huvudlän tillsammans med Båhus len, Akershus len och Bergenhus len. Länets omfattning har skiftat, men när länet var som störst omfattades hela dagens Trøndelag, samt Härjedalen och Jämtland (efter Nordiska sjuårskriget) av länet.
Länet var svenskt en kort period mellan 1658 och 1660 och omfattade då ungefär nuvarande Trøndelag fylke, delar av Møre og Romsdal fylke (Nordmøre och Romsdal) samt Jämtland och Härjedalen. Det inrättades den 26 februari 1658 efter freden i Roskilde då Sverige erhöll Trøndelag. Länet och staden Trondheim blev dock redan samma höst återerövrat av norska trupper under ledning av Jørgen Bjelke. Efter kapitulation den 11 december 1658 fick guvernör Claes Nilsson Stiernsköld och hans 700 svenska soldater fri avmarsch ut ur landet. Genom freden i Köpenhamn den 27 maj 1660 blev Trøndelag återigen norskt, och Jämtland-Härjedalen införlivades i Västernorrlands län. 
Länet existerade sedan i två år tills amt-indelningen genomfördes i Danmark-Norge 1662 och Trondhjems stiftamt bildades.

### Fotnoter
1. ↑  Grankvist, Rolf: «For 350 år siden ble Trøndelag atter en del av Norge». Lokalhistorisk magasin 1-2009, s. 41-42
2. ↑  Gunnar Wetterberg (27 februari 2008). ”När Skåne blev svenskt” (på svenska). Dagens nyheter. http://www.dn.se/arkiv/kultur/nar-skane-blev-svenskt/. Läst 30 april 2017.
3. ↑  ”Norwegian Counties” (på engelska). World Statesmen. http://www.worldstatesmen.org/Norway_counties.html#Trondhjems. Läst 30 april 2017.